# Avenue Honoré-Serres
L'avenue Honoré-Serres (en occitan : avenguda Onorat Serres) est une voie publique de Toulouse, chef-lieu de la région Occitanie, dans le Midi de la France. Elle marque la limite entre les quartiers Compans-Caffarelli, à l'ouest, et des Chalets, à l'est, tous deux dans le secteur 1 - Centre.

## Situation et accès

### Voies rencontrées
L'avenue Honoré-Serres rencontre les voies suivantes, dans l'ordre des numéros croissants (« g » indique que la rue se situe à gauche, « d » à droite) :
1. Boulevard Lascrosses (g)
2. Boulevard d'Arcole (d)
3. Rue Arnaud-de-Molles (g)
4. Rue Godolin (d)
5. Rue Alexandre-Cabanel (d)
6. Rue de la Grèce (g)
7. Rue Vauban (d)
8. Boulevard de la Marquette (g)
9. Boulevard Matabiau (d)

### Transports
L'avenue Honoré-Serres est parcourue et desservie par les lignes 2970 de bus. Du côté de son origine, près de la place Arnaud-Bernard et des boulevards Lascrosses et d'Arcole, se trouvent les arrêts de la ligne L1 du Linéo et de la ligne 14 de bus. Elle est de plus desservie à proximité par les stations Compans-Caffarelli et Minimes – Claude Nougaro de la ligne  du métro.
Plusieurs stations de vélos en libre-service VélôToulouse se trouvent dans l'avenue Honoré-Serres ou à proximité : les stations no 90 (3 bis boulevard Lascrosses), no 91 (48 boulevard d'Arcole), no 110 (16 rue Alexandre-Cabanel) et no 121 (33 avenue Honoré-Serres).

## Odonymie

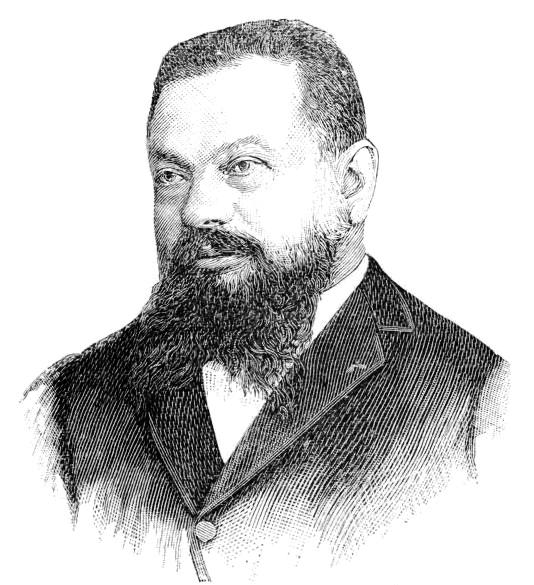
Honoré Serres en 1894 (Le Monde illustré, no 1967, 8 décembre 1894).

L'avenue tient son nom d'Honoré Serres (1845-1905), homme politique toulousain de la Troisième République. De sensibilité libérale, opposant au Second Empire dans sa jeunesse, proche des radicaux-socialistes, il est conseiller municipal de Toulouse en 1881 et adjoint au maire en 1882-1883. Réélu en 1888 sur la liste de Camille Ournac, puis en 1890 et en 1892, il devient maire de Toulouse cette année-là. Conservant son siège jusqu'à sa mort, il est également conseiller général du canton de Grenade de 1901 à 1905 et député de la Haute-Garonne de 1902 à 1905.
À la fin du Moyen Âge, cette avenue n'était qu'un chemin, connu comme le chemin des Minimes. En 1806, le conseil municipal décida de normaliser les noms de rues de la ville. Le chemin devint la rue du Faubourg-Arnaud-Bernard. En effet, la rue traversait le faubourg Arnaud-Bernard (actuel quartier des Chalets), qui s'était développé face à la place et à la porte de ce nom. On lui trouvait, à la même époque, le nom de route de Paris, car elle était une partie de la route nationale no 20, qui allait de Paris à la frontière espagnole (Bourg-Madame). Ce n'est cependant qu'en 1896 qu'elle devint l'avenue de Paris. C'est, finalement, le 25 février 1925 que le conseil municipal dirigé par Paul Feuga, ancien collaborateur d'Honoré Serres, décida de donner à l'avenue de Paris le nom d'Honoré Serres, qui y avait vécu.

## Patrimoine et lieux d'intérêt

### Château des Verrières
Classé MH (1991).

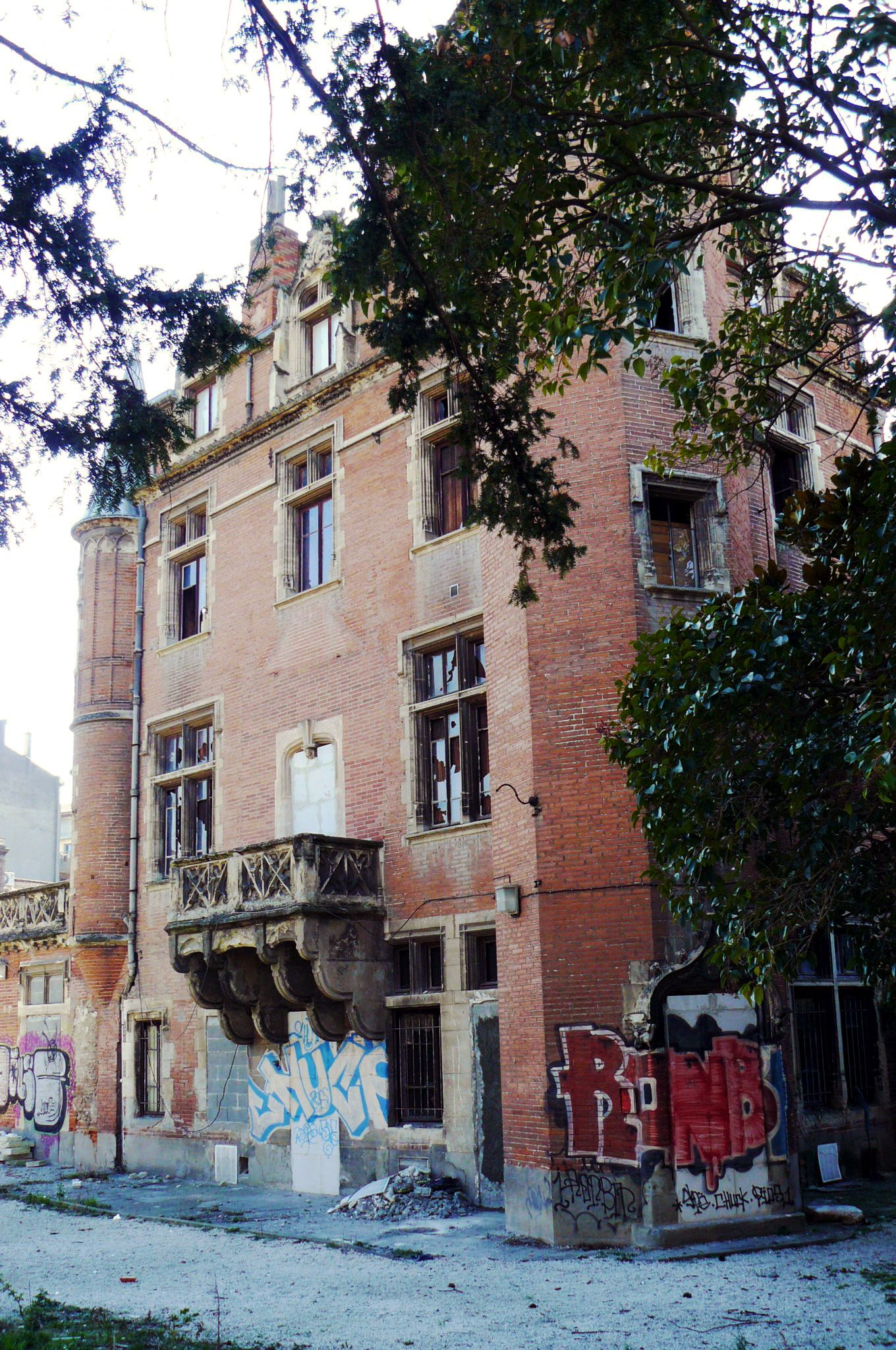
Le château des Verrières en 2009.

Le château des Verrières – aussi nommé Castel-Gesta – est construit pour le maître-verrier Louis-Victor Gesta. Il comprend la maison de la famille Gesta, mais aussi une verrerie et un bâtiment d'accueil. La manufacture est édifiée en 1862. C'est pas moins d'une centaine d'ouvriers qui travaillent dans l'atelier. La maison est construite plus tard, en 1874. L'ensemble, de style néo-gothique, est représentatif du goût romantique au XIXe siècle. Louis-Victor Gesta réutilise d'ailleurs plusieurs éléments de décor des XVe et XVIe siècles : la retombée des voûtes de la tourelle nord-est, les gargouilles des façades sud et nord et le fronton de la porte nord. Il fait également intervenir Bernard Bénézet pour les peintures intérieures.
À la mort de Louis-Victor Gesta, la propriété est vendue, puis passe entre les mains de plusieurs propriétaires avant d'être achetée en 1937 par les sœurs de la charité de Saint-Vincent-de-Paul. Elles apportent plusieurs modifications : plusieurs vitraux sont démontés, les peintures de Bernard Bénézet badigeonnées. En 1940, par crainte des bombardements, les vitraux sont retirés, puis perdus pour certains. En 1956, les bâtiments sont acquis par le ministère de l'Éducation nationale qui y installe le lycée professionnel Hélène-Boucher, puis en 1976 par la mairie de Toulouse qui y ouvre la classe d'orgues du Conservatoire supérieur national de musique. Après l'ouverture du nouveau conservatoire, rue Alexis-Larrey, en 1993, il est revendu à une mutuelle étudiante, la SMESO, qui le revend en 2000. Les bâtiments, inoccupés, se dégradent alors rapidement, et se trouvent dans un état alarmant. Le château des Verrières est longuement restauré, entre 2013 et 2018, pour être transformé en bureaux et logements,.

### Hôtel du conseil départemental de la Haute-Garonne
En 2000, les services du conseil général de la Haute-Garonne s'installent dans le nouvel hôtel du département, construit entre le boulevard de la Marquette, l'avenue Honoré-Serres et la rue du Canon-d'Arcole, à l'emplacement d'anciens entrepôts de la Compagnie des omnibus toulousains, devenue la Société des transports en commun de la région toulousaine (STCRT), puis la Société d'économie mixte des voyageurs de l'agglomération toulousaine (SEMVAT).
Les travaux de l'hôtel du département, qui s'étalent de 1995 à 2000, sont menés par les architectes américains Robert Venturi et Denise Scott Brown. L'édifice, monumental, de style postmoderne, possède une structure en béton, mise en valeur par le jeu de polychromie du parement en calcaire et en brique alternés. Il se compose de deux barres parallèles, larges de 14 mètres et hautes de 25 mètres, reliées par deux bâtiments vitrés. À l'entrée, au nord-est, les deux colonnes rappellent les colonnes du pont des Minimes, élevées par Urbain Vitry et détruites en 1969.

### Immeubles et maisons
- no  15 : immeuble. 
L'immeuble est élevé dans la première moitié du XIXe siècle, dans le style néo-classique. Dans la deuxième moitié du XXe siècle, le rez-de-chaussée est largement transformé, un niveau de comble permet de surélever l'édifice, tandis qu'un nouveau bâtiment est élevé à l'arrière pour abriter la salle de cinéma Rex. La façade a conservé cependant son décor au 1er et au 2e étage. Large de cinq travées, symétrique, elle est rythmée par des pilastres à chapiteaux de terre cuite, ioniques au 1er étage et corinthiens au 2e, qui soutiennent des entablements ornés de frises, à palmettes au 1er étage, à rinceaux et mascarons au 2e. La fenêtre centrale, au 1er étage, est particulièrement mise en valeur, par sa voûte moulurée en plein cintre et par le balconnet, doté d'un garde-corps en fonte à motif géométriques. L'élévation est couronnée d'une corniche à modillons[7].

- no  22 : maison[8].

- no  30 : immeuble. 
L'immeuble, de style Art déco, est construite en 1934 sur les plans de l'architecte toulousain Desgrez. La façade est animée par l'oriel qui s'élève à l'angle de la rue Godolin. Le rez-de-chaussée, en béton enduit, est percé par des ouvertures de boutique rectangulaires. Aux étages, la brique claire est utilisée en parement. Les fenêtres ont des garde-corps en ferronnerie. Les jeux de calepinage de la brique, sous la corniche qui couronne les élévations, brisent la sévérité de la façade[9].

- no  32 : maison. 
La maison, de style Art déco, est construite en 1933. Le bâtiment, en retrait de la rue, présente une façade dissymétrique[10].

- no  32 bis : immeuble. 
L'immeuble est construit dans les années 1930, dans le style Art déco, par l'architecte Soumet. La façade est rythmée par les larges pilastres aux larges cannelures qui séparent les travées. Au rez-de-chaussée, la porte latérale a conservé son huisserie en ferronnerie aux motifs géométriques complexes. Au 1er étage, le balcon a un simple garde-corps en ferronnerie, qu'on retrouve aux fenêtres au niveau supérieur. Le 2e étage, couronné d'une corniche, est surmonté d'un attique[11].

- no  55 ter : immeuble. 
L'immeuble, de style Art déco, est construit en 1936 par l'architecte Michel Munvez. La structure du bâtiment est en béton. Au rez-de-chaussée, la brique claire est utilisée en bossage continu. La porte, centrale, a conservé son huisserie en ferronnerie à motifs géométriques. Aux étages, le béton est enduit, tandis qu'un parement de brique est utilisé au niveau des fenêtres. Ce sont surtout les deux travées centrales qui sont mises en valeur par un oriel qui monte entre le 1er et le 3e étage, ménageant au 4e étage une terrasse fermée par un garde-corps en ferronnerie[12].